# Hwang Seong-min
Hwang Seong-min (koreanisch 황성민; * 23. Juni 1991) ist ein südkoreanischer Fußballspieler. Aktuell steht er bei Jeju United FC unter Vertrag.

## Karriere

### Jugendzeit
Seine Ausbildung begann er in der Seoul PE High School. Dort war er von 2007 bis 2009. Anschließend ging er auf die Hannam University von 2010 bis 2012. Nach seinem Ausbildungsende wechselte er zum Zweitligisten Chungju Hummel FC.

### Fußball-Karriere in Südkorea
Hwang Seong-min blieb von 2013 bis 2015 bei Chungju Hummel FC und absolvierte in der Zeit 73 Zweitliga-Einsätze. Danach wechselte er zum Drittligisten Ulsan Hyundai Mipo Dockyard Dolphin FC. Er absolvierte dort 18 Ligaeinsätze. Nachdem sein Verein aufgelöst worden war, wurde er mit anderen Spielern zum Nachfolge-Profiverein Ansan Greeners FC transferiert.

## Erfolge
- Meister der Korea National League: 2016